# قلات رشکند
قلات رشکند مربوط به سدهٔ ۶ تا ۸ ه.ق است و در شهرستان اشنویه، بخش مرکزی، دهستان دشنت بیل، روستای رشکند واقع شده و این اثر در تاریخ ۲۸ شهریور ۱۳۸۶ با شمارهٔ ثبت ۱۹۶۳۴ به‌عنوان یکی از آثار ملی ایران به ثبت رسیده است.